# Rocky Point 3
Rocky Point 3 är ett reservat i Kanada.   Det ligger i provinsen Prince Edward Island, i den östra delen av landet, 1 000 km öster om huvudstaden Ottawa.